# دوق بليانة

دوق بليانة لقب إسباني نبيل ذو طابع تاريخي، اُعتمد رسميًا بوصفه لقبًا نبيلًا عام 1420 من قبل خوان الثاني ملك قشتالة لصالح ابن عمه إنريكي دي تراستامارا أمير أراغون. وربما رجع ذلك لزواج إنريكي من أخت الملك، كاترين من قشتالة عام 1420، وهو أيضًا ابنة الملك إنريكي الثالث. إنريكي دي تراستامارا هو ابن فرناندو الأول ملك أراغون وليونور أوراكا من قشتالة ودوقة البورقويرقي. وجاءت تسمية هذا اللقب من بلدية بليانة الموجودة في مقاطعة أليكانتي.